# Brickfilmsfestivalen
Brickfilmsfestivalen var en filmfestival för kortfilmer animerade med Lego. Den första upplagan av festivalen anordnades på Folkan i Örnsköldsvik i oktober 2007. I oktober 2008 gick upplaga två, då som en officiell del av Uppsala International Short Film Festival. Brickfilmsfestivalen var en av två i sitt slag i världen.